# Timarcha apricaria
Timarcha apricaria là một loài bọ cánh cứng trong họ Chrysomelidae. Loài này được Waltl miêu tả khoa học năm 1835.